# Huyết heo
Huyết heo (tiếng Trung: 豬紅; Hán-Việt: trư hồng; Việt bính: zyu1hung4), là một món ăn phổ biến trong nền ẩm thực Trung Hoa và Việt Nam. Món này ăn kèm tinh bột như cháo hay mì sợi, hoặc nấu canh. Huyết heo ở đây được hiểu là tiết (máu) của heo/lợn được hấp đông đặc lại. Người Trung Hoa còn gọi là đậu phụ huyết (tiếng Trung: 血豆腐; bính âm: xuě dòufu).

## Lịch sử
Vốn dĩ món huyết heo có nguồn gốc từ món bánh gạo tiết (米血糕, mễ huyết cao) ở miền nam Trung Quốc. Đó là một thứ bánh ngọt ban đầu được làm từ tiết vịt và gạo. Cần biết rằng gạo là thành phần chính trong ẩm thực miền nam Trung Quốc. Vịt là một nguồn dinh dưỡng phong phú, song vì điều kiện sống nghèo khó trong quá khứ nên gia cầm như vịt chỉ được dùng làm lễ vật trong các lễ hội. Để tận dụng tối đa, nông dân đã giữ lại phần tiết, đem hấp với gạo rồi ăn kèm nước chấm. Món bánh gạo tiết này về sau được phổ biến sang các vùng lân cận rồi được gọi là bánh tiết vịt (鴨血糕, áp huyết cao). Tuy nhiên, do giá vịt tăng cao mà tiết gà thì không đông thành bánh được, nên người ta lấy tiết lợn ra thay thế tiết vịt, dẫn đến sự ra đời của món huyết heo.

## Sản xuất

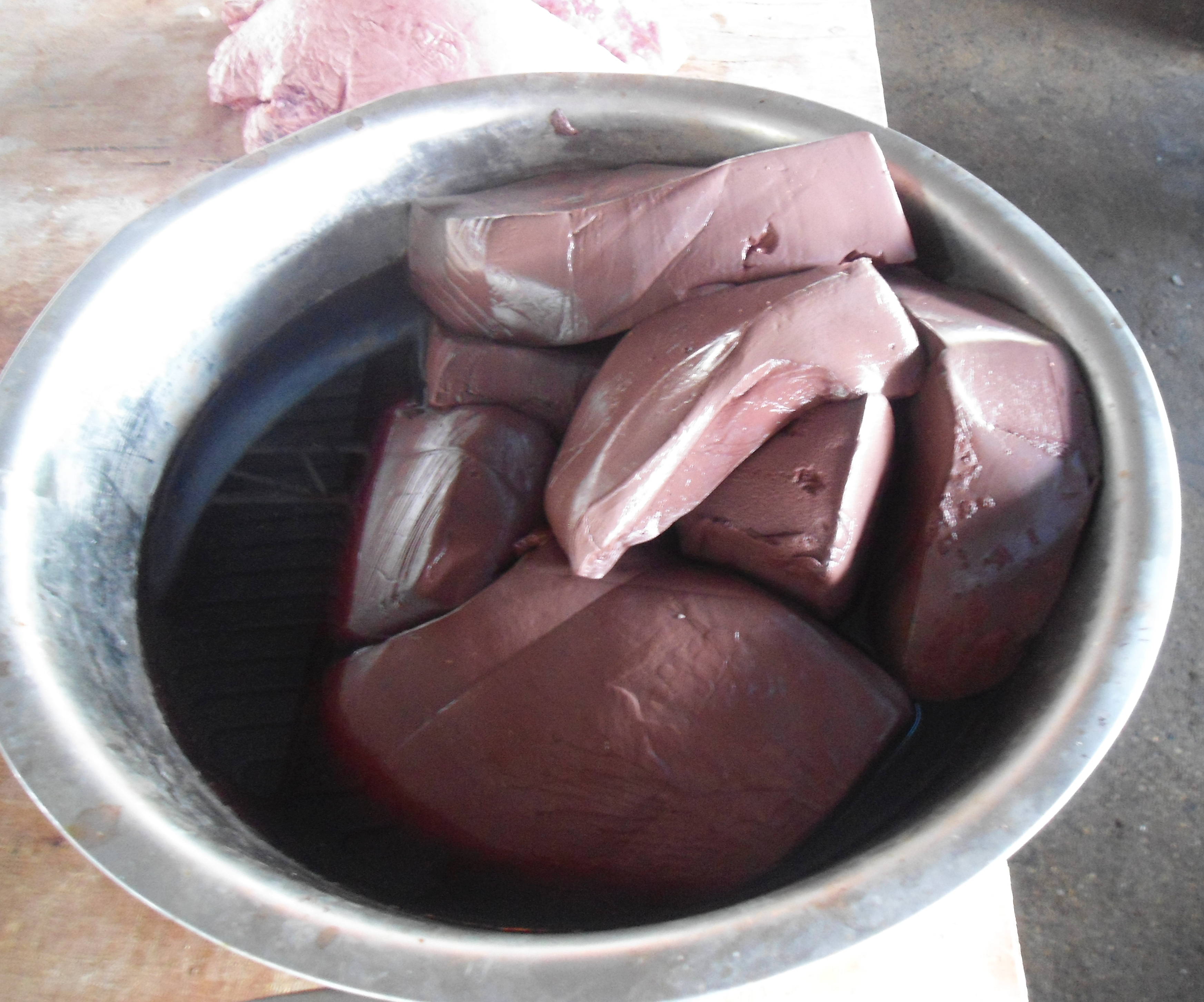

Người ta để tiết trong một thùng sạch khoảng 10 phút cho đông lại một chút, sau đó cắt thành từng miếng nhỏ rồi nấu trong nồi với lửa vừa và nước. Trong quá trình nấu thì thêm muối để đông đặc máu lại thành khối huyết.
Huyết heo có đặc điểm mềm mịn và hơi dai, sần sật, có thể dùng ăn riêng hoặc nấu canh, lẩu, hoặc thậm chí làm thành món xiên que để ăn vặt.

## Biến thể trong ẩm thực
Có thể chế biến huyết heo thành nhiều món ăn khác nhau. Ở Trung Quốc hay Việt Nam, người ta có món "cháo huyết heo" (豬血粥). Tại tỉnh Tứ Xuyên còn có món huyết lông (毛血旺, mao huyết vượng) được nấu từ huyết heo, một phần dạ dày bò, thịt nguội, lươn, một số loại ruột động vật và giá đỗ với nước dùng cay kiểu Tứ Xuyên. Người Đài Loan chế biến huyết heo thành món ăn vặt đường phố kiểu xiên que gọi là bánh huyết heo (豬血糕, trư huyết cao) từ sự kết hợp giữa huyết heo, gạo nếp chiên hay hấp, kèm bột đậu phộng.
Tại phương Tây cũng không thiếu các món chế biến từ huyết heo, như ở Anh Quốc có món pudding đen (xúc xích huyết) được làm chủ yếu từ bột yến mạch kèm một phần huyết heo.

## Giá trị dinh dưỡng
Huyết heo mang lại nhiều lợi ích sức khỏe đáng kể nhờ hàm lượng dinh dưỡng cao và đặc tính độc đáo. Nó giàu protein, chứa nhiều axit amin thiết yếu gần giống như cơ thể con người, giúp dễ tiêu hóa và hấp thụ. Thực phẩm giàu chất dinh dưỡng này cũng chứa các hợp chất có lợi như lecithin và sắt, rất quan trọng cho sức khỏe tổng thể.
Lợi ích sức khỏe của huyết heo bao gồm hỗ trợ giảm cân do chứa nhiều sắt, giúp ngăn ngừa thiếu máu trong quá trình ăn kiêng. Huyết heo giúp đông máu và tốt cho đại tràng, đồng thời y học Trung Hoa sử dụng nó để điều trị thiếu máu.
Huyết heo cũng có thể giúp ngăn ngừa ung thư nhờ các nguyên tố vi lượng có thể ức chế sự phát triển của tế bào ác tính. Nó chứa một chất gọi là hormone vết thương, có khả năng tiêu diệt tế bào hư hại và thúc đẩy tái tạo mô. Phospholipid trong huyết heo cải thiện trí nhớ và chống lão hóa bằng cách tăng cường sự kết nối giữa các tế bào thần kinh. Huyết heo cũng chứa vitamin K, giúp cầm máu và làm lành vết thương. Bên cạnh đó, huyết heo còn có khả năng làm sạch cơ thể khỏi các kim loại nặng và chất ô nhiễm bằng cách tạo ra các chất vô hiệu hóa tác hại của chúng và thúc đẩy quá trình thải ra ngoài cơ thể.